# 呂秋遠
呂秋𧽚（1974年10月12日—），藝名呂秋遠，是台灣基隆市出身的律師。

## 生平
呂秋遠畢業於臺北市立建國高級中學，國立政治大學財稅系，倫敦政經學院博士後研究。曾任宇達經貿法律事務所負責人、臺北市政府廉政透明委員會委員、News 98電台「九八法律事務所」主持人，現任東吳大學助理教授。
在學術領域之外，呂秋遠活躍於社群媒體，經常在個人粉絲頁面分享對時事與婚姻兩性感情的觀點。

## 出版作品
並著有多本作品，包括《噬罪人》、《噬罪人Ⅱ：試煉》、《星光》等。曾在《經理人》雜誌撰寫專欄，討論職場與人生議題。此外，也在《大人社團》分享對人生規劃的看法，特別是對於35歲以上女性的建議，熱情的社群粉絲常用暖男、呂麗絲等暱稱來稱呼他。

## 個人生活
2017年，呂秋遠被媒體爆料涉及劈腿爭議，與多名女性有親密互動，包括與一名女性多次進出汽車旅館及住所，行為備受爭議。媒體拍攝到其與另一名「潮女」在汽車旅館停留超過一小時，引發外界對其私生活的不滿與質疑。此事件對呂秋遠以往塑造形象造成重大打擊。對於這些指控，呂秋遠僅透過社交媒體以含糊的方式回應，未對事件內容進行具體解釋。

## 爭議

### 利益衝突事件
2015年8月27日、2016年5月11日，一名林姓女子兩次找呂秋遠諮詢離婚及債務問題。 然而呂律師後來接受了該女子丈夫及其家人的委任，代理他們對林女的不利訴訟。台北律師公會調查後認定呂秋遠明知已先接受林女諮詢，卻在後續的返還借款、離婚案件接受歐男及家人的委任，甚至在訴訟過程引用林女諮詢內容，作為對於林女不利的訴訟攻防方法，違反利益衝突事證明確，以呂秋遠違反《律師法》、《律師倫理規範》規定，移付懲戒。決議對其予以申誡處分。 呂秋遠不服，提出覆審，但律師懲戒覆審委員會於2023年12月駁回其請求，維持原申誡處分。
本案是呂秋遠第2度因接案違反利益衝突被記申誡處分，他曾在2015年先後接受一對夫妻委任妨害家庭及性侵官司，丈夫告妻子與名醫妨害家庭，妻子則控告名醫性侵並提民事求償，之後妻子向律師公會申訴，呂遭移付懲戒。律懲會一度決議不懲戒，但經律師公會請求覆審後，2018年律師懲戒覆審委員會撤銷原先的不懲戒決議，改為呂秋遠申誡。

### 離婚訴訟律師費糾紛
2023年呂秋遠律師受委託為一名婦人處理離婚訴訟，雙方約定兩階段各收取15萬元律師費，共計30萬元。 但婦人僅支付了15萬元，認為呂律師在協商財產部分未盡力，雙方因此產生糾紛並對簿公堂。 法院認定在剩餘財產分配部分，呂律師不應收取額外費用。 婦人隨後控告呂律師詐欺，但台北地檢署於2023年12月調查後，認為罪證不足，對呂秋遠做出不起訴處分。

### 親子認領訴訟事件
2025年（民國114年）4月，台灣媒體報導呂秋遠涉及一樁親子認領民事訴訟。原告甲○○主張與呂秋遠於2023年間交往並發生性關係，並於隔年生下一名子女。原告提出2024年6月台大醫院血緣鑑定結果，聲稱顯示呂為該名子女之生父，卻未主動辦理認領，2024年9月遂依《民法》第1067條第1項起訴，請求法院命呂秋遠認領子女。
然法院審理期間，呂秋遠已於2024年12月完成認領及戶籍登記等法律程序。法院認定原告之訴欠缺訴之利益，無權利保護之必要，遂於2025年4月10日判決駁回原告之訴，並命原告負擔全部訴訟費用。案件裁判字號為臺灣臺北地方法院113年度親字第50號。

## 外部連結
- 呂秋遠的Facebook專頁